# جيرار روسيل
جيرار روسيل (بالفرنسية: Gérard Roussel)‏ هو عالم عقيدة وفيلسوف فرنسي، ولد في 1500 في أميان في فرنسا، وتوفي في 1555 في Mauléon ‏ في فرنسا.

## وصلات خارجية
- جيرار روسيل على موقع الموسوعة البريطانية (الإنجليزية)